# Берглунд, Пааво
Пааво Аллан Энгельберт Берглунд (фин. Paavo Allan Engelbert Berglund; 14 апреля 1929, Хельсинки — 25 января 2012, там же) — финский дирижёр.

## Биография
Обучался игре на скрипке в Вене и Хельсинки. Начинал свою карьеру как скрипач, с 15 лет играл в ресторанах, в 1949 г. поступил скрипачом в Симфонический оркестр Финского радио. В том же году дебютировал как дирижёр во главе маленького собственного оркестра, в 1956 г. стал ассистентом дирижёра в своём основном коллективе — Симфоническом оркестре Финского радио, а в 1962—1971 годах возглавлял его. Гастролировал с симфоническим оркестром, в СССР в Ленинграде в 1963 году. Затем в 1972—1979 гг. главный дирижёр Борнмутского симфонического оркестра, одновременно в 1975—1979 гг. руководил Хельсинкским филармоническим оркестром. В дальнейшем он также возглавлял Королевский Стокгольмский симфонический оркестр (1989—1990) и Датский королевский оркестр (1993—1998).
Записал все симфонии (полный комплект — трижды с различными оркестрами) и прочие симфонические произведения Яна Сибелиуса, все симфонии Иоганнеса Брамса и Карла Нильсена, произведения Бенджамена Бриттена, Ральфа Воан-Уильямса, Эдварда Грига, Аулиса Саллинена, Бедржиха Сметаны, Уильяма Уолтона, Дмитрия Шостаковича (симфонии № 5, 6, 7, 8, 10, 11, фортепианные концерты).